# Martial Célestin
Martial Célestin, né le 4 octobre 1913 à Ganthier (Haïti) et mort le 4 février 2011 à Port-au-Prince (Haïti), est un avocat, professeur, diplomate et homme d'État haïtien, ministre puis Premier ministre de février à juin 1988.

## Études et carrière
Martial Célestin fait des études de droit et de sciences économiques à la faculté de droit de Paris et devient avocat en 1936.
En 1950, il commence une carrière de diplomate à l'ambassade d'Haïti à Paris jusqu'en 1953 où il est nommé assistant au ministère des Affaires étrangères, puis secrétaire général en 1956.
Sa carrière est éclipsée sous la dictature des Duvalier (père et fils).
En 1977, il est élu bâtonnier de l'Ordre des avocats du Barreau de Port-au-Prince, après avoir été membre du Conseil, et en 1978, il est nommé professeur à l'université d'État d'Haïti, poste qu'il conservera jusqu'en 1986.
Entre 1978 et 2005 : il continuera d'enseigner, comme professeur de droit rural à la Faculté de droit de Port-au-Prince, professeur à l’Université Jean-Price-Mars, professeur de droit à l’Académie militaire et professeur à l'Académie nationale diplomatique et consulaire.

## Premier ministre
Le 9 février 1988, le président Leslie Manigat le choisit comme Premier ministre. Il occupe également le poste de ministre de la Justice. Mais le 20 juin 1988, son gouvernement est renversé par un coup d'État et le poste de Premier ministre est aboli.
Il meurt à 97 ans, le 4 février 2011.

## Récompenses
- Docteur honoris causa (en droit) de l'Université Jean-Price-Mars
- Docteur honoris causa (en droit) de l'Union des universités privées d'Haïti

## Distinctions
- Officier de la Légion d'honneur[Quand ?] (France)
- Commandeur de l'ordre international Pétion et Bolivar
- Commandeur de l'ordre national Honneur et Mérite (Haïti)
- Médaille de vermeil de la société Arts-Sciences-Lettres de Paris